# Brasserie Excelsior

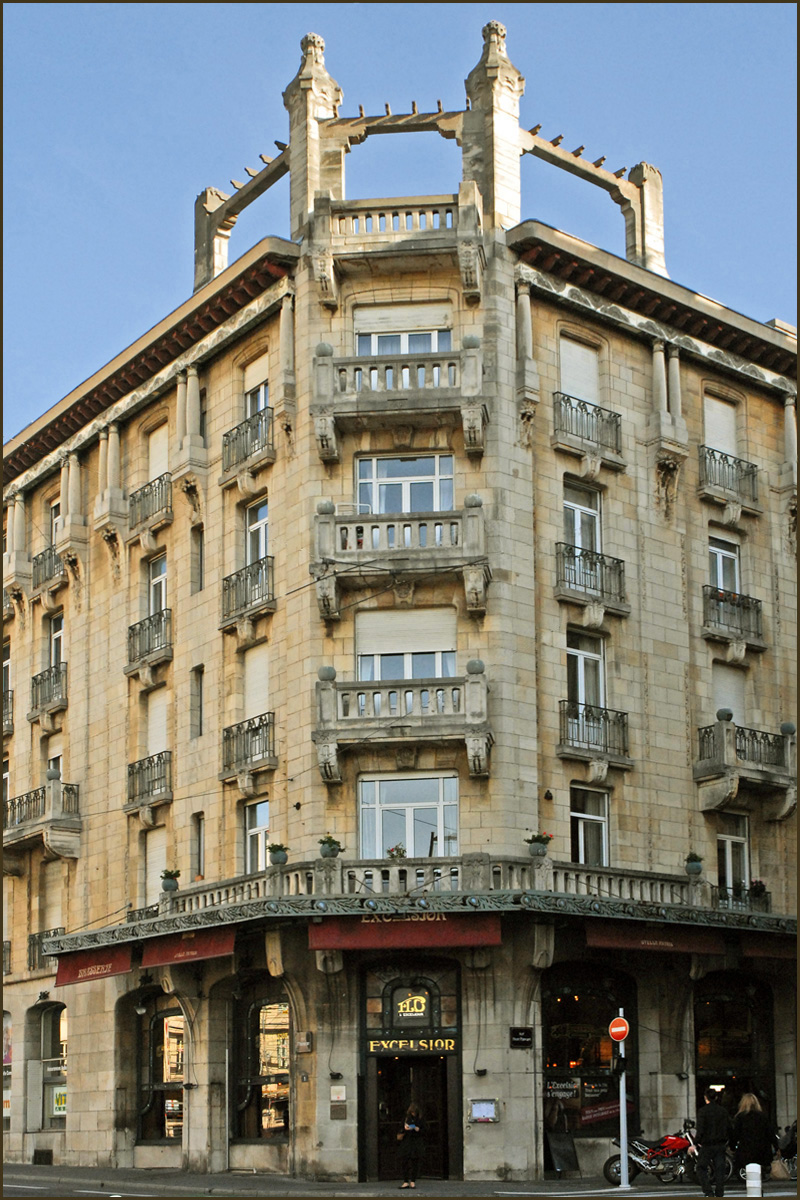
Außenansicht 2009

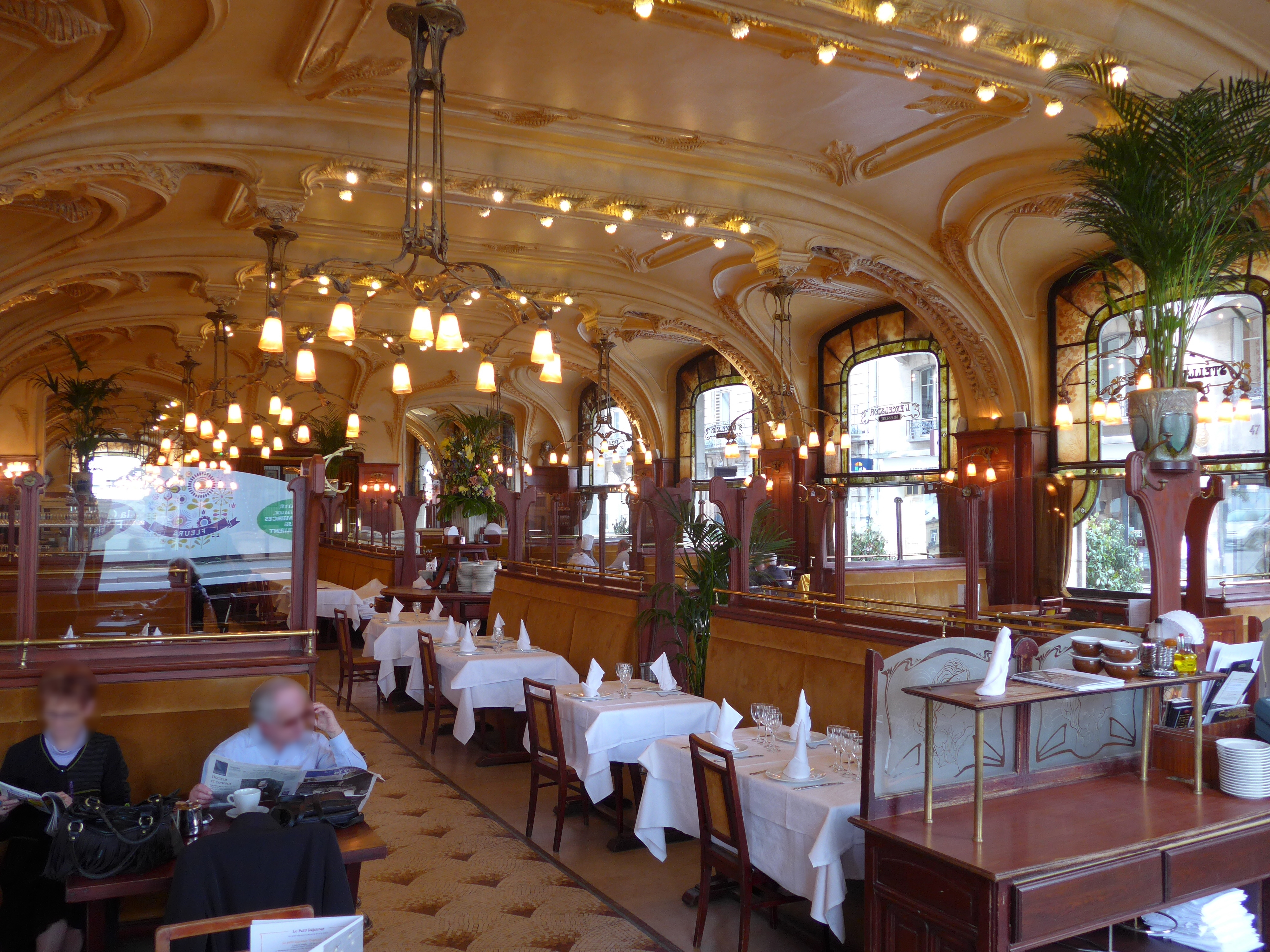
Großer Saal

Die Brasserie Excelsior ist eine Hotel-Brasserie im Jugendstil in Nancy in der Rue Henri Poincaré 50 beim Place Dimone-Veil. Sie wurde 1911 eröffnet und steht seit 1976 als Monument historique unter Denkmalschutz.

## Monument historique
Der Besitzer der Brauerei Vézelise, Louis Moreau, beauftragte die Architekten Lucien Weissemburger und Alexandre Mienville mit dem Bau der repräsentativen Brasserie. Die Innenausstattung ist im Stil der École de Nancy geprägt. Fenster sind von Jacques Gruber, Möbel aus der Werkstatt Louis Majorelle, Leuchter und Wandlampen von den Gebrüdern Daum und Jean Prouvé gestaltete später eine Metalltreppe.
Dem Kunsthistoriker Maurice Rheims gelang es mit lokalen Kunstinteressierten, den Abbruch des Gebäudes zu verhindern und durchzusetzen, dass das Gebäude 1976 unter Denkmalschutz gestellt wurde. Der Hotelteil wurde in Apartments umgestaltet und die Brasserie ist als Zeugnis der Belle Époque weiter in Betrieb.